# Episodi di StartUp (seconda stagione)
La seconda stagione della serie televisiva StartUp, composta da 10 episodi, è stata resa disponibile sul servizio on demand Crackle il 28 Settembre 2017.
In Italia, la stagione è stata interamente pubblicata il 7 luglio 2018 sul servizio on demand Prime Video.
| nº | Titolo originale | Titolo italiano         | Pubblicazione USA | Pubblicazione Italia |
| -- | ---------------- | ----------------------- | ----------------- | -------------------- |
| 1  | Disruption       | Pausa                   | 28 Settembre 2017 | 7 luglio 2018        |
| 2  | Bleeding Edge    | Avanguardia             | 28 Settembre 2017 | 7 luglio 2018        |
| 3  | Early Adopters   | Al passo coi tempi      | 28 Settembre 2017 | 7 luglio 2018        |
| 4  | Loss             | Perdita                 | 28 Settembre 2017 | 7 luglio 2018        |
| 5  | Pivot            | Perno                   | 28 Settembre 2017 | 7 luglio 2018        |
| 6  | Liabilities      | Debiti                  | 28 Settembre 2017 | 7 luglio 2018        |
| 7  | Growth Hacking   | Strategie di marketing  | 28 Settembre 2017 | 7 luglio 2018        |
| 8  | Opportunity Cost | Costo opportunità       | 28 Settembre 2017 | 7 luglio 2018        |
| 9  | Leverage         | Influenza               | 28 Settembre 2017 | 7 luglio 2018        |
| 10 | Soul Proprietor  | Proprietario universale | 28 Settembre 2017 | 7 luglio 2018        |